# White Bear and Red Moon
White Bear and Red Moon è un wargame da tavolo fantasy ambientato nel mondo di  Glorantha, scritto da Greg Stafford e pubblicato per la prima volta nel 1975. Stafford fondò la casa editrice Chaosium appositamente per produrre e vendere il gioco .
Il gioco descrive le guerre tra il potente Lunar Empire e la nazione barbarica di Sartar, condotta dal principe Argrath, con individui e nazioni più piccole disponibile come alleati a una o all'altra fazione. Il gioco condivide molti elementi con altri giochi wargame da tavolo, come una mappa esagonale, un gran numero di counter e diversi tipi di regole.
White Bear and Red Moon venne ristampato due volte con differenze minimie. Venne sostanzialmente rivisto e ripubblicato nel 1981 con il nome Dragon Pass, prima dalla Chaosium e quindi in una ristampa quasi identica dalla Avalon Hill Game Company nel 1983. La differenza principale nella ristampa sono alcune regole semplificate e un notevole miglioramento nella qualità dei componenti. In particolare le mappe di carta furono rimpiazzate da mappe in cartoncino a colori. Tutte le edizioni sono fuori stampa e hanno un moderato valore collezionistico. Un'edizione in francese venne pubblicata dalla Oriflam su licenza della Chaosium con il nome La Guerre des Héros nel 1993. Un'edizione giapponese venne pubblicata dalla Hobby Japan.

## Componenti
I componenti del gioco nella versione Dragon Pass includono la scatola, una mappa pieghevole della zona della battaglia, il manuale delle regole, due cartoncini di counter da staccare, una scheda di aiuto e un dado. La mappa era di 22"x31" (56x78 cm) stampata a colori e con sovraimpressa una griglia esagonale per regolare il movimento. A un'estremità della mappa c'è una traccia per tenere conto dei turni e diversi riquadri per spiriti magici e agenti.
La mappa include una varietà di terreni di tipo diverso, foreste, paludi, colline, montagne, fortezze, barricate, crinali, città, rovine e laghi. Ogni tipo di terreno ha un effetto diverso sul movimento e sul combattimento. Il movimento può essere alterato da strade, fiumi e guadi. La mappa è inoltre divisa in diversi territori, incluse diverse nazioni indipendenti.
Il gioco presenta una grande varietà di tipi di unità e di nazioni, che formano un variopinto insieme di counter con un sistema complesso di grado e simboli. Alcune unità rappresentano truppe, mentre altre sono eroi individuali, spiriti o agenti.

## Regolamento di gioco
Un numero illimitato di unità può essere raggruppato nello stesso esagono a formare uno pila. La maggior parte delle pile, a seconda dei counter componenti e dal loro ordinamento, impongono una zona di controllo negli esagoni circostanti. Le unità devono cessare il movimento nel momento in cui entrano in una zona di controllo. Pile immateriali non esercitano una zona di controllo.
Il turno del giocatore attivo consiste delle seguenti fasi:
- Muovere unità soggette a movimento casuale.
- Tentare di guadagnare alleati.
- Muovere unità amiche, aggiungere rimpiazzi e rinforzi.
- Usare abilità esotiche (come la magia).
- Risolvere i combattimenti.
- Raggruppare unità disorganizzate.

La risoluzione del combattimento può includere vari tipi di magia, l'uso di armi da lancio e il combattimento in mischia. I risultati del combattimento sono espressi sotto forma di perdite di Combat Factor, che è una dei valori dei counter.
Come tipico di molti wargame ogni unità amica adiacente a un'unità avversaria deve attaccarla. Inoltre ogni unità avversaria adiacente a un'unità amica deve essere attaccata. L'eccezione a questo è un'unità all'interno di una fortificazione, che non è costretta ad attaccare.
Il gioco include una considerevole quantità di chrome, per simulare la varietà di eroi, creature e magie coinvolte nelle battaglie. Questo può essere un fattore di interesse per chi è appassionato di giochi con un'atmosfera fantasy. Gli eroi e i supereroi possono avere una grande influenza sul risultato delle battaglie. Il dettaglio extra può aggiungere complessità a quello che altrimenti sarebbe un relativamente semplice wargame da tavolo.